# Капелан надвірний
Капелан надвірний (також, двірський, королівський) — уряд двірський Речі Посполитої, духовна особа, яка перебувала при королівському дворі.

## Обов'язки
Вважався членом королівської сім'ї. Капелан читав молитву перед вживанням кожної страви (без його присутності майже ніколи не сідали до столу). Мав постійний вільний доступ до короля.
Окрім здійснення релігійних обов'язків при дворі та опіки над літургійним приладдям, капелан керував придворним церковним хором. Його помічниками були вікарії та надвірні проповідники.

## Деякі відомі надвірні капелани
- Адальберт Померанський — капелан князя Польщі Болеслава III.
- Григорій Сяноцький — капелан короля Владислава III Варненчика.
- Ян Сакран — капелан і сповідник королів Яна I Ольбрахта, Александра Ягеллончика та Сигізмунда І Старого.
- Ян Домінік Лопацинський — капелан короля Станіслава Лещинського.
- Ігнацій Красицький — капелан короля Станіслава-Августа Понятовського.